# Pedra Serrado
Pedra Serrado es una localidad caboverdiana del municipio de São Miguel.

## Geografía
La localidad está situada en la isla Santiago.

## Organización territorial
La localidad abarca los lugares y barrios de:
- Casa Grande
- Chã d'Horta
- Chã de Cimbrão
- Chocalho
- Covão de Água
- Cutelo de Santos
- Djeu Ribeira Grande
- Lém Mendes
- Lém Pereira
- Malhada Velha
- Maria Parda
- Milho Branco
- Monte Baixo
- Pedra Serrada
- Recheche
- Ribeira Grande
- Saltos Acima
- Santa Cruz